# ランブラー (自転車)

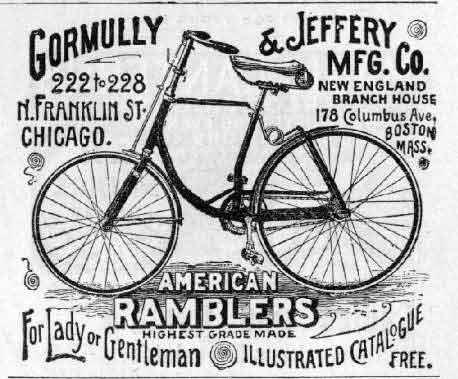

ランブラー（Rambler）はアメリカ合衆国シカゴのゴーマリー&ジェフリー（Gormully & Jeffery Mfg. Co.）が1878年から1900年にかけて製造した自転車。この自転車ブランドはトマス・B・ジェフリーが作り出したものでランブラー自動車に先立つものだった。
ランブラーは金属チューブにフレア処理を施して接合部の強度を増し、黄銅を溶解させてろう付けした。この技術は会社がアメリカンバイシクルカンパニー（American Bicycle Company）、そしてバイシクルトラスト（Bicycle Trust）となった後も継続した。これは後に最良の製造技術であると知られるようになり、低価格が高品質よりも優先される時代になった今日でもまだ高く評価されている。